# Oziorni (Bélgorod)
|  | Per a altres significats, vegeu «Oziorni». |

Oziorni - Озёрный (rus) - és un poble (un khútor) de l'óblast de Bélgorod, a Rússia. El 2010 tenia 26 habitants. Pertany al districte (raion) de Rovenkí.